# Dworek (województwo dolnośląskie)
Dworek (niem. Höfel) – wieś sołecka w Polsce położona w województwie dolnośląskim, w powiecie lwóweckim, w gminie Lwówek Śląski.

## Położenie
Dworek położony jest w południowo-zachodniej części mikroregionu Wzniesień Płakowickich, w mezoregionie Pogórza Kaczawskiego na Pogórzu Zachodniosudeckim. Sołectwo Dworek graniczy od zachodu z Lwówkiem Śląskim, od północy z Bielanką, od wschodu z Pieszkowem, od południowego wschodu z Sobotą a od południowego zachodu z Dębowym Gajem. Dworek położony jest częściowo na terenie Parku Krajobrazowego Doliny Bobru.

## Historia
Rozwój wsi związany był z położonymi na wschód od niej sztolniami złota. Pierwsza pisemna wzmianka o Dworku pochodzi z roku 1326, gdy jej właściciel Albrecht Bogaty ożenił się z panią Berlingen. Po jego śmierci pani Berlingen powtórnie wyszła za mąż za Henryka von Bach, lecz jego również przeżyła. Jej córki poszły do klasztoru magdalenek w Nowogrodźcu a jako wiano dostały mający dwa folwarki Dworek (1334). W roku 1405 przeorysza klasztoru w Nowogrodźcu Anna von Berschdorf sprzedała wieś razem z udziałami w sztolniach radzie miejskiej Lwówka Śląskiego.
Dworek został spalony przez Husytów. W czasie Wojny trzydziestoletniej został zniszczony tak doszczętnie, że w roku 1642 miał tylko dwóch mieszkańców - Georga Grüttnera i Caspara Ueberschara. W 1654 roku całe plony zostały zniszczone przez grad. W latach 1590–1604 działali w Dworku Szwenkfeldyści.

## Demografia
W roku 1642 miał zaledwie 2 stałych mieszkańców. Według Narodowego Spisu Powszechnego (III 2011 r.) liczył 100 mieszkańców.
Liczba ludności w latach 1642–2011.

## Podział administracyjny
W latach 1975–1998 miejscowość administracyjnie należała do województwa jeleniogórskiego.

## Dwunastu Apostołów

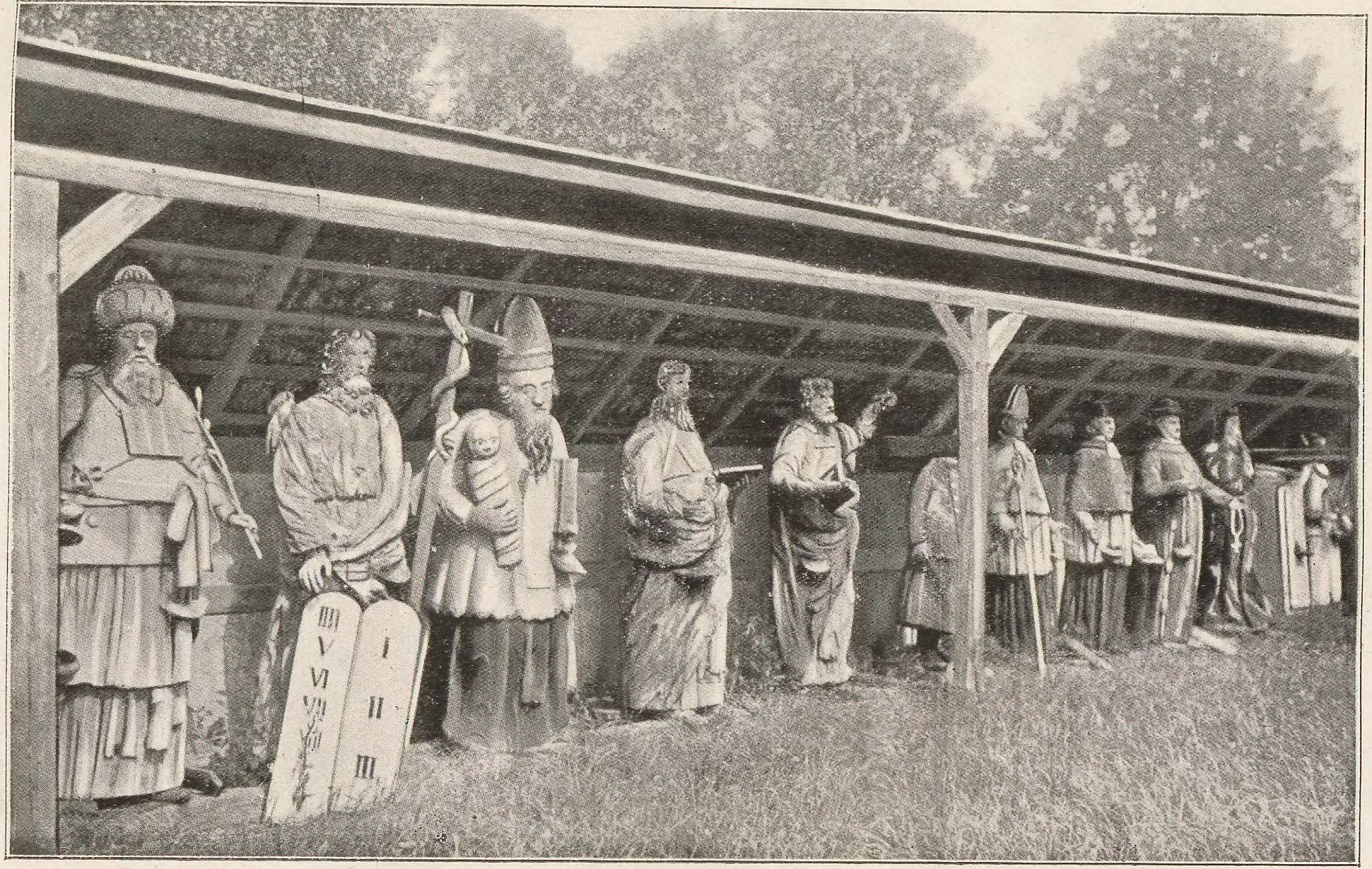
Rzeźbione ule z Dworka

Do drugiej wojny światowej w ogrodzie miejscowego dziedzica Hermanna Vogta znajdowało się 20 rzeźbionych w drewnie Uli figuralnych zwanych dwunastoma apostołami. Pierwsze ule mogły powstać już w XIV w.. Figury przedstawiały postacie biblijne (Mojżesz, Aaron, Piotr, Paweł, Szymon z dzieciątkiem Jezus), duchownych (Biskup, Opat, Mnich i Przeorysza), słynnego miejscowego pszczelarza z XVIII w. Gottfrieda Ueberschära i na jego zlecenie wykonane postacie wartowników z halabardami oraz Polaka z ogromną butelką wódki. Pasieka przetrwała kolejne wojny a została rozproszona i częściowo zniszczona w czasie II wojny światowej i po jej zakończeniu. Zachowane ule trafiły do zbiorów kilku muzeów. W 2012 r. odtworzono 4 ule.

## Pomniki przyrody
Na wschód od wsi rośnie Dąb szypułkowy "Łowczy" Quercus robur o obwodzie 440 cm.

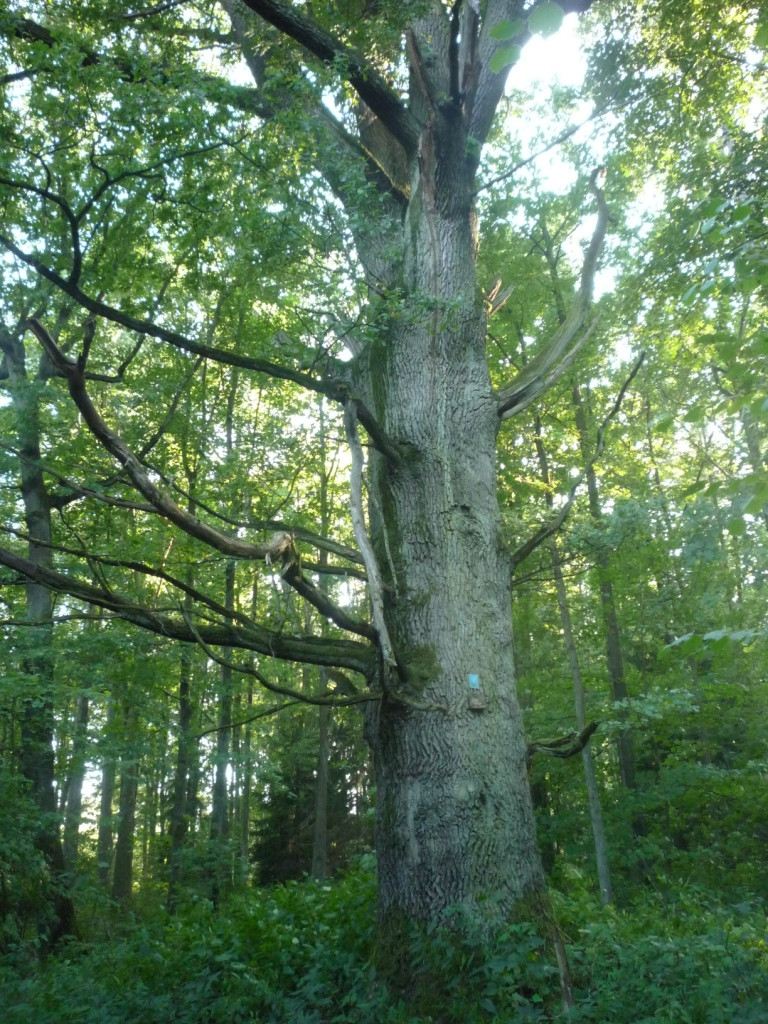
Dąb Łowczy